# Sandoval de la Paragua
Sandoval
es un barrio rural  del municipio filipino de primera categoría de Bataraza perteneciente a la provincia  de Paragua en Mimaro,  Región IV-B.
En 2007 Sandoval  contaba con  2.286 residentes.

## Geografía
El municipio de Bataraza se encuentra situado en el extremo sur de la parte continental de la isla de Paragua,  775 kilómetros al suroeste de Manila y aproximadamente a 236 km de Puerto Princesa y a unas 5 o 6 horas de camino por tierra.
Este barrio, continetal, ocupa la parte central del municipio en el interior  de la isla.
Linda al norte con el barrio de Culandanum, limítrofe con el de Panalingaán  que forma parte del municipio vecino de Punta Baja (Rizal)  en la costa occidental de la isla, bahía de Marasi;
al suroeste con el barrio de Ocayán;
al sudeste  con el barrio de Iguaig (Iwahig);
y al nordeste con el barrio de Tarusán en la ensenada de San Antonio.

### Demografía
El barrio  de Sandoval contaba  en mayo de 2010 con una población de 3.044 habitantes.

## Historia
Formaba parte de la provincia española de  Calamianes, una de las 35 del archipiélago Filipino, en la parte llamada de Visayas. Pertenecía a la audiencia territorial  y Capitanía General de Filipinas, y en lo espiritual a la diócesis de Cebú.
En 1858 la provincia  fue dividida en dos provincias: Castilla,  Asturias y la isla de Balábac. Este barrio pasa a formar parte de la provincia de Asturias.